# 陳讓 (成化進士)
陳讓（1447年—？），字遜之，河南汝寧府光山縣人，軍籍，明朝政治人物。進士出身。

## 生平
早年出身國子生，河南鄉試第二名。成化十一年（1475年）乙未科會試第二百五十三名，殿試登進士第三甲第一百八十四名。弘治七年（1494年），擔任松江府知府。弘治十二年（1499年）離任。

## 家族
曾祖父陳妙通。祖父陳九衢。父亲陳翰，曾任府通判。